# Szczecinek
Szczecinek (in tedesco Neustettin; in italiano anche Nuova Stettino) è una città polacca del distretto di Szczecinek nel voivodato della Pomerania Occidentale.
Ricopre una superficie di 37,17 km² e nel 2007 contava 38 516 abitanti.